# Маркеш, Андре
Андре́ Фили́пе Фа́риаш Ма́ркеш (порт. André Filipe Farias Marques; 1 августа 1987, Канаш-де-Сеньорин, Португалия) — португальский футболист, защитника.

## Карьера
Маркеш начал свою карьеру в лиссабонском «Спортинге», проведя 3 матча за который в сезоне 2005/06, перешёл в аренду в клуб второй лиги «Оливаеш Москавиде». В 2007 был отдан в аренду в «Униан Лейрия», выступавший в Лиге Сагриш. Из-за недостатка игровой практики в феврале 2008 снова был одолжен «Фреамунде».
В сезоне 2008/09 Маркеш, так как он был четвёртым игроком на позицию левого защитника в «Спортинге», снова отправился в аренду, на этот раз в «Виторию» из Сетубала. После перехода Али Сиссоко в январе 2009 в «Порту» Андре стал основным левым защитником.

Сезон 2009/10 Андре начал в составе «Спортинга», приняв участие в матчах квалификационного раунда Лиги чемпионов.
Перед сезоном 2010/11 только что назначенный главный тренер «Спортинга» Паулу Сержиу объявил, что Маркеш не входит в его планы, и игрок был отдан в аренду на 2 сезона в «Бейра-Мар». Летом 2012 года Маркеш перешёл в швейцарский «Сьон».